# Louis Montoyer

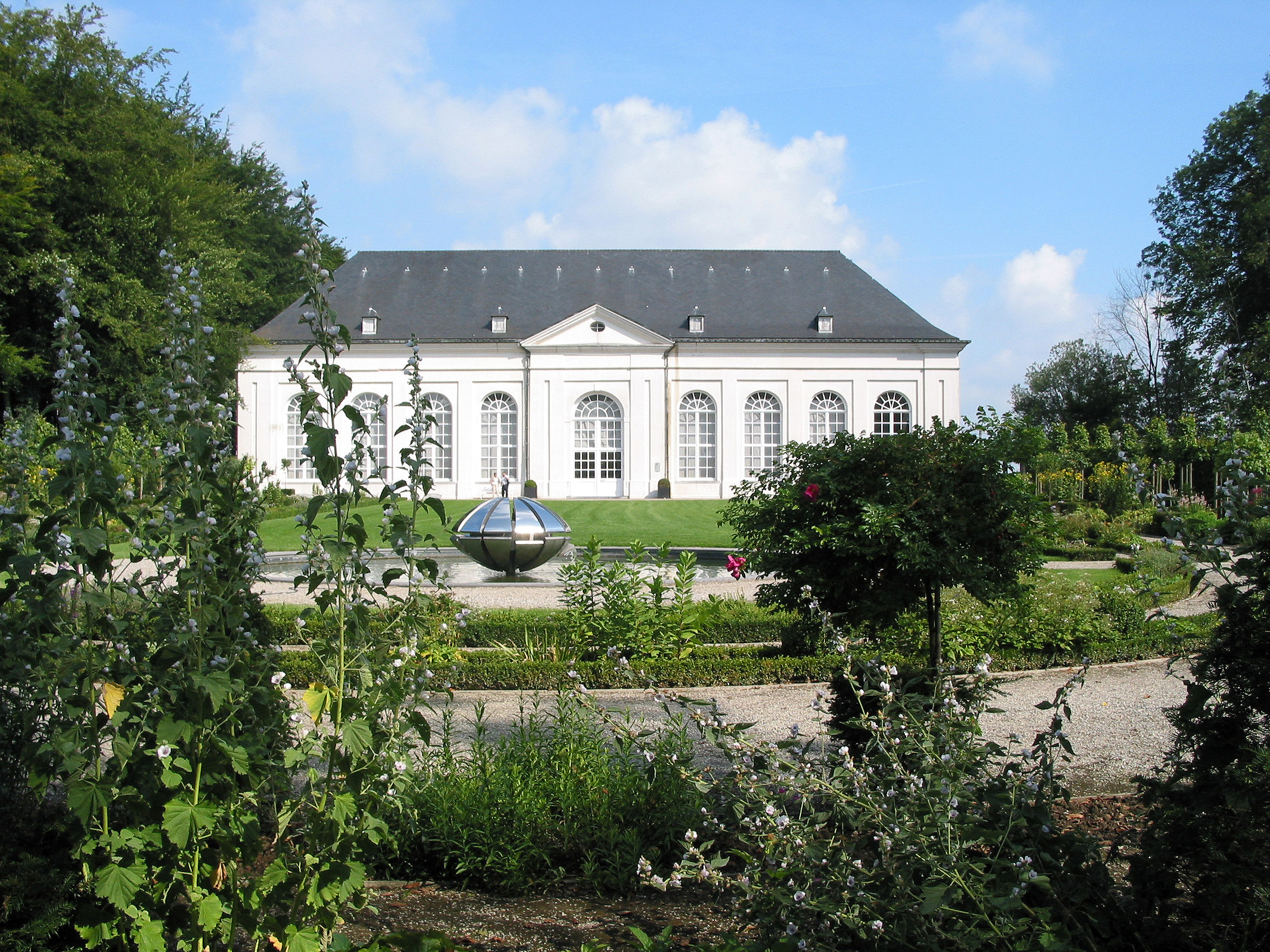
Château de Seneffe.

Louis Montoyer (Mariemont, Países Bajos Austríacos, hoy día Bélgica, 1749 - Viena, 5 de junio de 1811) arquitecto del siglo XVIII principalmente activo en Bruselas y Viena. Trabajó para varios monarcas y mandatarios como el Príncipe Alberto de Saboya o el embajador de Rusia Andréi Razumovsky.
El 25 de septiembre de 1805 fue nombrado ciudadano ilustre de Viena y en 1807 se le concedió el título de arquitecto de la corte de Francisco I. Está enterrado en el Cementerio de San Marx donde aún puede verse su edificio conmemorativo 
Aunque entre sus obras más relevantes figuraba el Castillo Real de Laeken, investigaciones recientes apuntan a Charles de Wailly como su arquitecto principal.

## Obra

### Bélgica
- Théâtre Royal du Parc (1782)
- Supervisión Castillo Real de Laeken de planos de Charles de Wailly (1782–84)
- Church of Saint Jacques-sur-Coudenberg en Bruselas
- Château de Seneffe (1782)
- Diseños de la extensión de la Église Saint-Joseph de Waterloo (1789)

### Viena
- Renovación y extension de Albertina (1801–04)
- Redoute Baden, (1801 , demolido en 1908)
- Entrada de ceremonias del Palacio Imperial de Hofburg (1801–02)
- Reconstrucción de la Capilla Hofburg (1802)
- Churhauses, extensión (1806)
- Transformación de Malteserkirche (1806–1808)
- Palacio Rasumofsky, 1806–1807